# Guémené-Penfao
Guémené-Penfao – miejscowość i gmina we Francji, w regionie Kraj Loary, w departamencie Loara Atlantycka.
Według danych na rok 2010 gminę zamieszkiwało 5035 osób, a gęstość zaludnienia wynosiła 47 osób/km².

## Współpraca
Miejscowość partnerska:
- Courcelles, Belgia